# Orizzonti lontani
Orizzonti lontani (The Big Land) è un film del 1957 diretto da Gordon Douglas.
Sullo sfondo della spaccatura ancora viva tra nordisti e sudisti, una storia di riscatto e di reazione alla prepotenze e violenze con al centro l'integerrimo protagonista interpretato dalla star Alan Ladd.

## Trama
Appena terminata la guerra civile, un gruppo di allevatori texani, su iniziativa dell'ex ufficiale sudista Chad Morgan, decide di portare il proprio bestiame fino in Missouri dove si pensa di poter vendere ad ottime cifre.
Giunti in Missouri però i texani si trovano costretti a trattare con un unico soggetto, Brog, che impone loro un prezzo irrisorio. Gli allevatori accettano tornando indietro molto delusi mentre Morgan, da loro ritenuto responsabile del fallimento, vendutosi tutto, resta in zona in cerca di opportunità.
Conosce in circostanze fortuite Joe Jagger e, prima lo salva dalla forca, poi lo aiuta ad uscire dall'alcolismo, scoprendo solo in seguito che è un architetto e che ha conoscenze altolocate a Kansas City. Trovandosi in Kansas, in una zona di ricche fattorie, Morgan pensa che se la ferrovia potesse arrivare sin lì, a 150 km da Kansas City, sarebbe un grandissimo aiuto per gli agricoltori ma anche per gli allevatori che dal Texas che guadagnerebbero tantissimo tempo per raggiungere i mercati. L'idea riesce a convincere Tom Draper, imprenditore ferroviario nonché fidanzato di Helen, la sorella di Joe, che sulle prime diffida di Morgan essendo abituata a vedere il fratello circondarsi di imbroglioni.
Helen, dopo aver notato come sia rinato il fratello, si convince del valore di Morgan e così tutti gli altri che lo seguono nella sua idea. La ferrovia si estenderà fino alla nuova città che gli agricoltori, a loro spese, si sono impegnati a costruire a tempo di record. Tornato in Texas Chad riacquista anche la fiducia degli allevatori che credono al suo piano.
L'unico ostacolo è Brog, che vedrebbe sorpassato il suo malaffare. Dapprima incendia tutta la città in costruzione, senza spegnere l'entusiasmo dei fratelli Jagger, che ridanno fiducia agli agricoltori timorosi. Poi, inaugurata la ferrovia, e giunti i commercianti di bestiame dal Midwest, si presenta nella nuova città con il chiaro intento di scoraggiare la concorrenza e sopprimere sul nascere questo nuovo mercato.
La città non ha uno sceriffo e Joe Jagger non è capace di tenere testa a un delinquente come Brog. Quando ci prova è immediatamente freddato. Al suo arrivo, Chad Morgan trova l'amico ucciso, i commercianti in fuga e Helen che addirittura lo incolpa della morte del fratello, avventuratosi in qualcosa di troppo grande per lui.
Morgan fatica a tranquillizzare gli acquirenti e per di più Brog lancia l'ultimo assalto mettendo in fuga il bestiame per le vie della città. Non avendo altra scelta per risolvere la situazione, Morgan affronta di persona Brog e il suo sicario. Grazie alla sua abilità con la pistola, uccide entrambi e libera la nuova città dall'incubo. Helen si getta tra le sue braccia dimenticando il facoltoso fidanzato che, a poca distanza, assiste alla scena, consolato dal saggio Sven Johnson che gli ricorda che sovente le grandi imprese si ottengono solo a costo di grandi rinunce.